# Grupa generała Władysława Junga
Grupa generała Władysława Junga – wyższy związek taktyczny Wojska Polskiego okresu wojny polsko-bolszewickiej.

## Struktura organizacyjna
Skład 25 września 1920:
- dowództwo grupy
- 15 Wielkopolska Dywizja Piechoty
- IV Brygada Piechoty z 2 Dywizji Piechoty Legionów
- 18 pułk ułanów